# Chetone perspicua
Chetone perspicua là một loài bướm đêm thuộc phân họ Arctiinae, họ Erebidae.